# Lepa Lukić
Lepava Mušović (Miločaj, 13 januari 1940), professioneel bekend als Lepa Lukić, is een Servisch volkszangeres. Ze is een van de belangrijkste zangeressen van voormalig Joegoslavië. Een van haar grootste hits is "Srce je moje violina" (1989).

## Biografie
Lepava Mušović werd in januari 1940 in het dorp Miločaj, bij Kraljevo, destijds onderdeel van het Koninkrijk Joegoslavië, geboren.  Haar vader, Radisav, stierf in 1942, op 30-jarige leeftijd, toen Lepava twee jaar oud was. Haar moeder, Milosija (1913-2007), werd 94 jaar oud. Lepava heeft één oudere broer, Radomir, geboren in 1936.

## Discografie

### Albums
- 1973 : Od izvora dva putića
- 1974 : Oj meseče, zvezdo sjajna
- 1979 : Miruj, miruj srce moje
- 1979 : Ovo su moje zlatne godine
- 1981 : Al'sam se zaljubila
- 1981 : Za nas dvoje
- 1982 : Možeš li ti bez mene ?
- 1983 : Ti i ja
- 1984 : Da li ćeš me voleti ko sada ?
- 1984 : Čaj za dvoje
- 1985 : Vatra
- 1986 : Ti si moje bolovanje
- 1988 : Ispovest jedne žene
- 1989 : Srce je moje violina
- 1990 : Kupite se druge na sedeljku
- 1990 : Vatro moja
- 1991 : Raduj se životu
- 1992 : U srce te ljubim
- 1993 : Kraljica bez krune
- 1994 : Da mi nije pesme...
- 1997 : Neka ode
- 1998 : Moramo se rastati
- 2001 : Neću da padam na kolena
- 2002 : Pripašću tebi
- 2003 : Jedan čovek i jedna žena
- 2006 : Zapisano u vremenu
- 2007 : Ako tvoje oči pate
- 2009 : Četiri kćeri
- 2011 : The best of Lepa Lukić